# Хайленд (порода коров)
Хайленд, хайлендская порода (англ. Highland cattle, гэльск. Bò Ghàidhealach, скотс kyloe) — шотландская порода коров, имеющих длинные рога и длинную волнистую шерсть разной окраски: чёрной, пятнистой, красной, жёлтой или буланой. Разводят в первую очередь на мясо.

## Порода

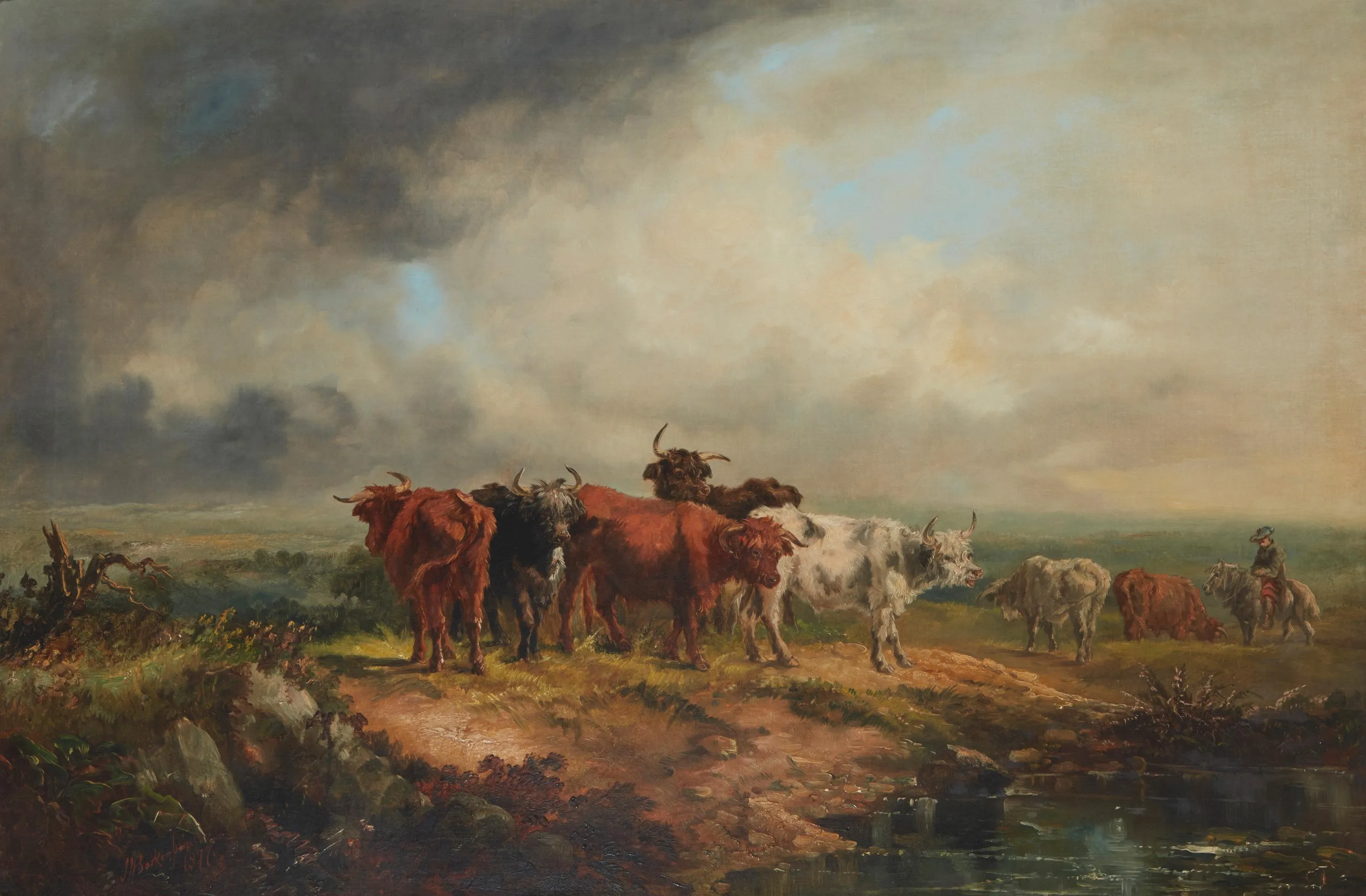
Томас Дж. Баркер. Коровы породы хайленд (1877)

Порода была выведена в Шотландии на Северо-Шотландском нагорье и Внешних Гебридских островах. Племенное поголовье с начала XX века экспортировалось по всему миру, особенно в Австралию и Северную Америку. Породу выводили из двух наборов поголовья — одно первоначально чёрное (на островах), а другое красноватое (на нагорье). Хотя начиная с конца 1800-х годов существует несколько окрасок, большинство из них обусловлено аллелями в гене MC1R (локус E) и гене PMEL или SILV (локус D).
Хайленды известны как выносливая порода из-за суровой природы родного Шотландского высокогорья с большим количеством осадков и очень сильными ветрами. Хайленд успешно обосновались во многих странах с умеренным климатом, например в Центральной Европе, и в тех странах, где зимы бывают существенно холоднее, чем в Шотландии, например, в Канаде. Их шерсть длиннее, чем у любой другой породы коров, и даёт защиту во время холодных зим. Их способность искать пищу позволяет им выживать в горных районах. Они ощипывают и едят даже те растения, которых избегают многие другие коровы.

Длинная чёлка защищает глаза от дождя и снега и помогает предотвратить глазные инфекции, распространяемые насекомыми. Шерсть состоит из двух слоёв — длинных грубых наружных волос и мягкого внутреннего подшёрстка, благодаря которому отпадает необходимость в толстом слое подкожного жира, выполняющего теплоизоляционную функцию. Кроме того, густая тёплая шерсть животных позволяет особо не заботиться о дорогостоящих коровниках и укрытиях на пастбищах.

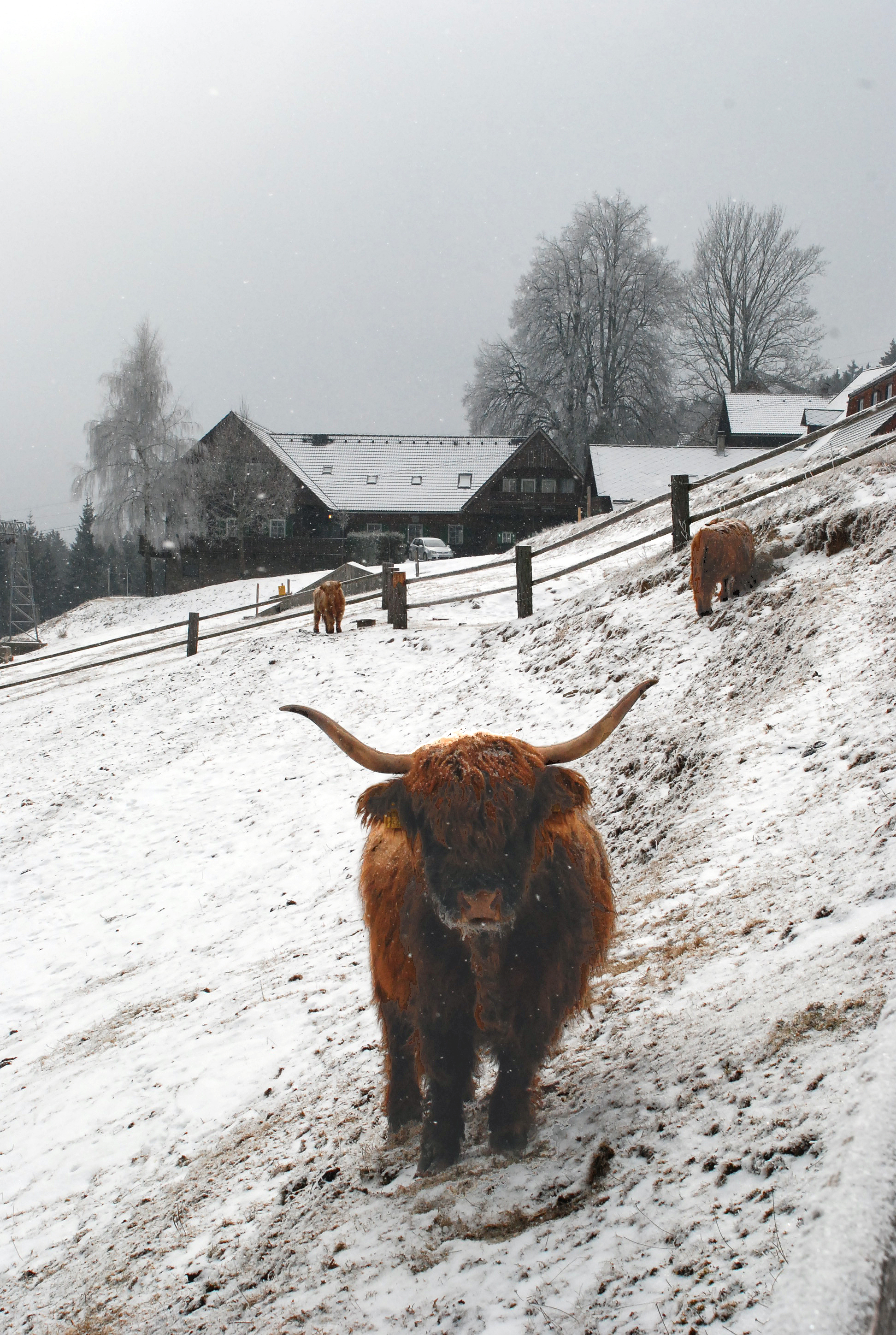
Хайленд в Штирии, Австрия
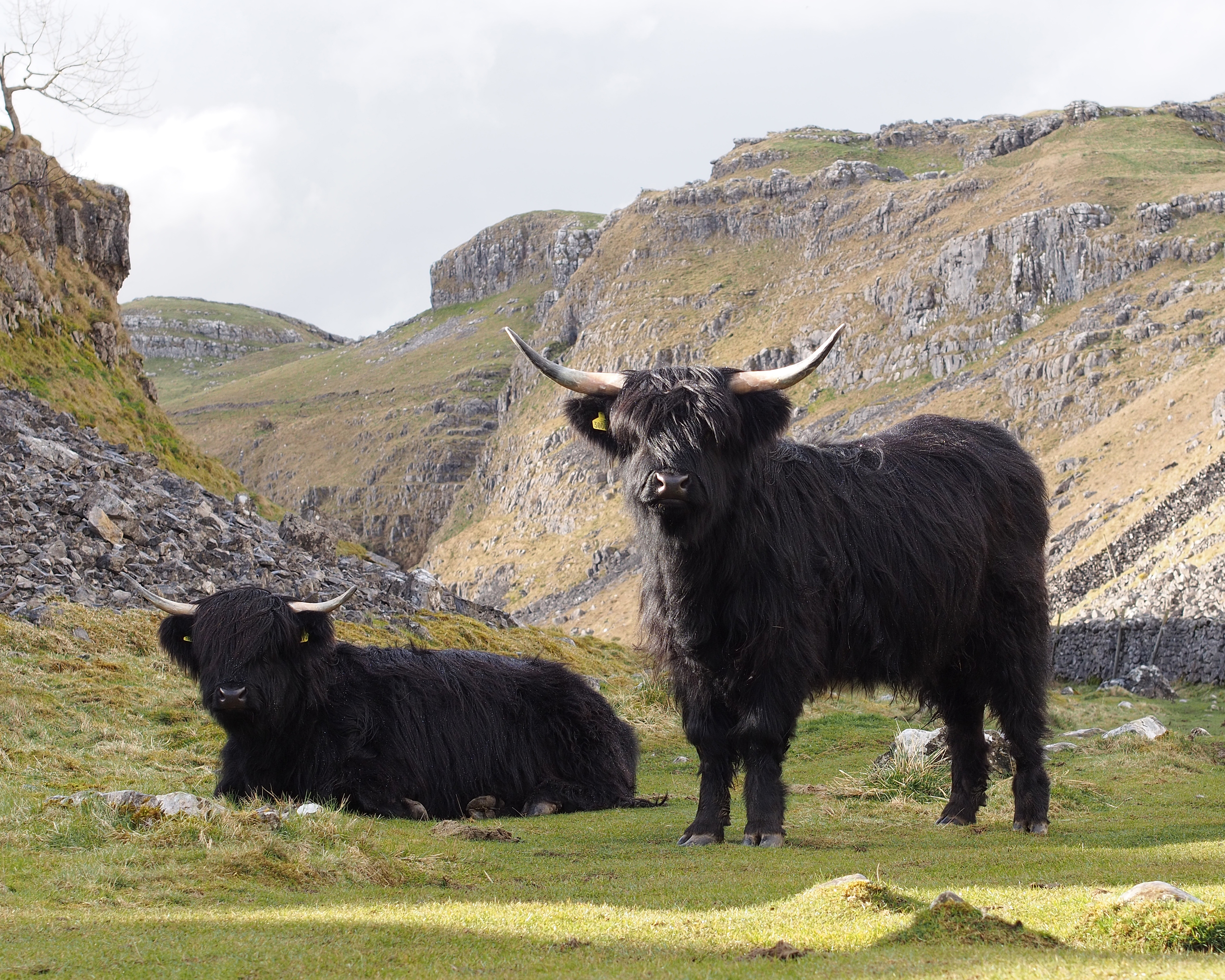
Черношёрстные хайленд
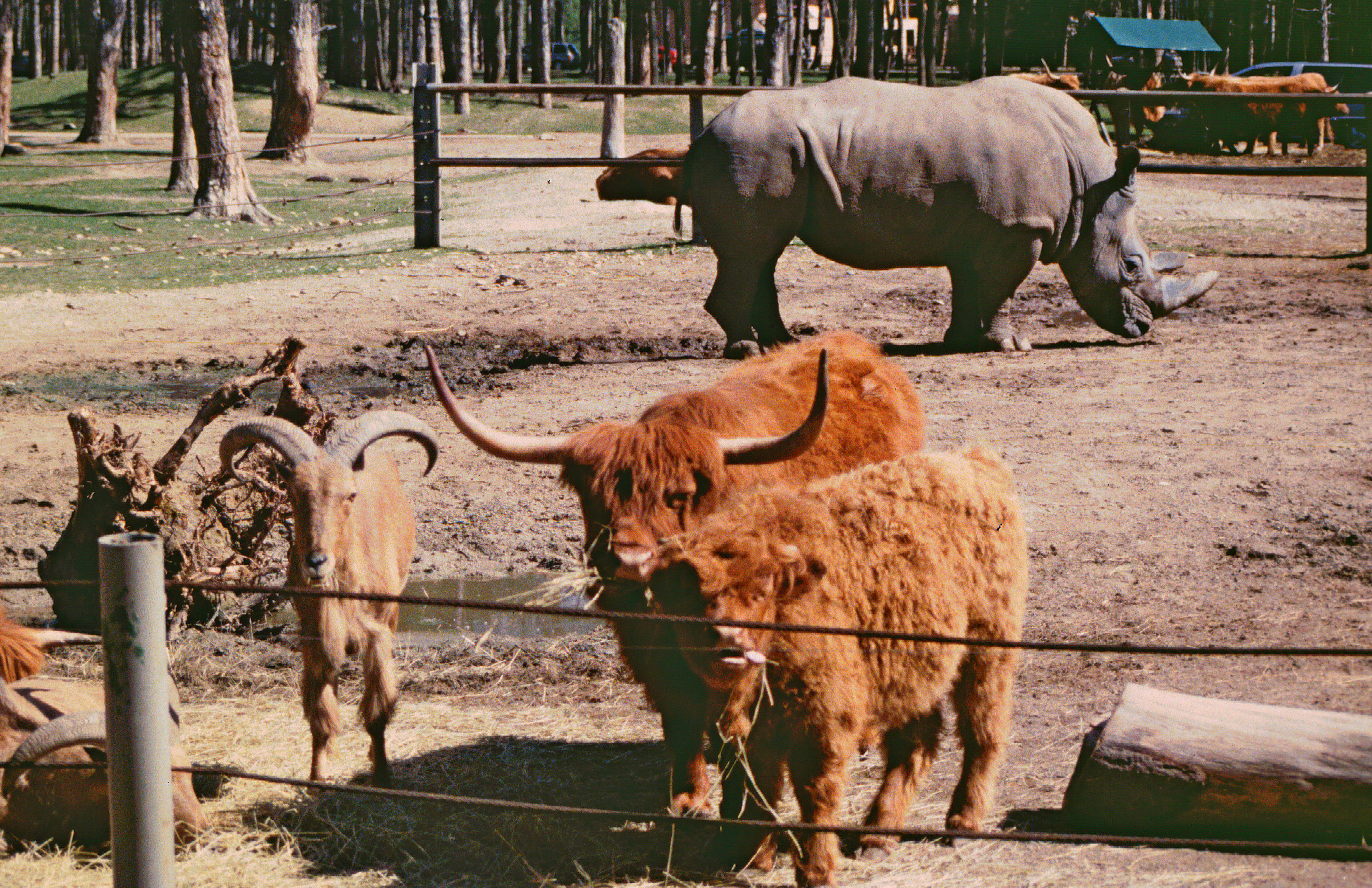
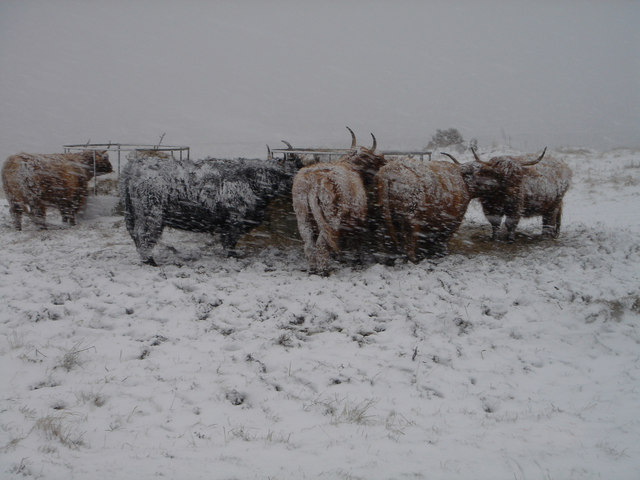
Густая шерсть спасает в холода
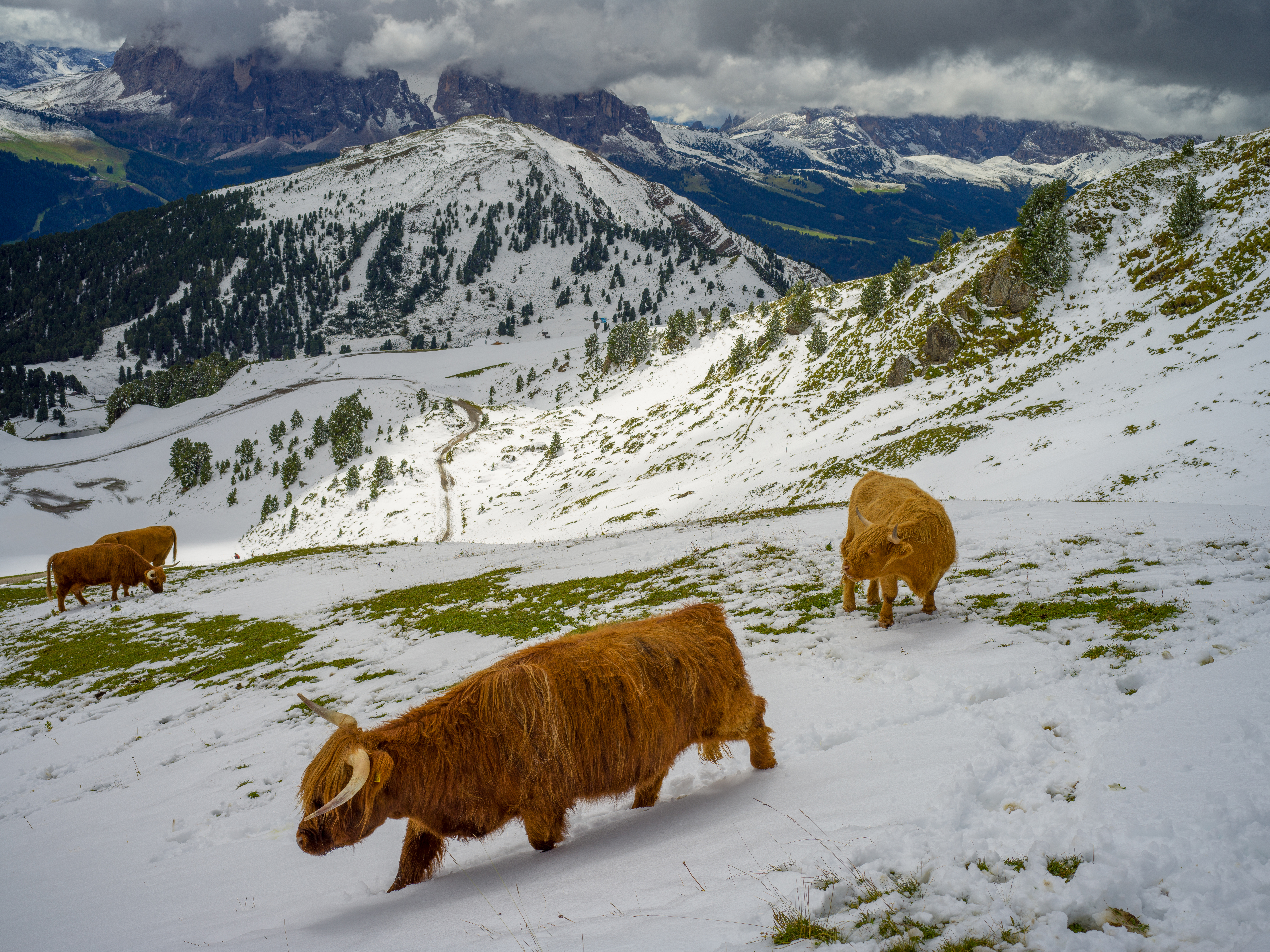
Август в Альпах на горе Секеда высота 2450 м

В 2013 году ради эксперимента несколько коров этой породы для разведения привезены в берлинский ландшафтный парк Херцберге по инициативе существующего с 1990 года аграрного объединения (нем. Agrarbörse Deutschland Ost e.V.).
Эту породу показывают и в зоопарках рядом с другими экзотическими животными. Например, в Ялтинском, Киевском, Харьковском зоопарках, в Woodland Park Zoo, High Park Zoo, Dakota Zoo. У королевской семьи Великобритании есть собственное стадо хайлендской породы размером около 100 голов на пастбищах в замке Балморал.